# Psammoduon deserticola
Psammoduon deserticola là một loài nhện trong họ Zodariidae.
Loài này thuộc chi Psammoduon. Psammoduon deserticola được Eugène Simon miêu tả năm 1910.